# Corim
Corim, anteriormente Quinta do Corim é um lugar da freguesia de Águas Santas, no município da Maia, é também uma paróquia na zona de confluência das freguesias de Águas Santas e Rio Tinto - Gondomar.
É uma paróquia autónoma, devendo obediência eclesiástica à Vigararia da Maia, da Diocese do Porto.

## História
O lugar do Corim teve a sua origem na denominada Quinta do Corim, na época pretencente ao lugar da Granja, a Casa do Corim começou a ser construída no século XVIII. 
No século XIX terá servido de Quartel General ao Rei D. Miguel aquando do cerco do Porto em 1832/34.
Hoje, está restaurada e funciona como salão nobre para receções da autarquia da Maia. O seu magnífico jardim, com árvores seculares e azulejaria tradicional portuguesa, proporciona a quem o visita uma agradável sensação de paz difícil de encontrar na vida citadina.

## Paróquia
A paróquia de Corim foi constituída a 13 de Junho de 1964, dia da Festa Litúrgica de Santo António de Lisboa, (padroeiro da paróquia). 
O território da paróquia compreende essencialmente as zonas de Corim, Granja, S. Gemil, Forno, Santegões e Carreiros.

## Património
- Quinta e Casa do Corim

## Património da Paróquia
- Capela do Corim
- Igreja Paroquial de Santo António de Corim (Rio Tinto)
- Capela de São Domingos ou Capela da Quinta da Granja
- Centro Social Paroquial de Santo António de Corim